# 粗毛羊蹄甲
粗毛羊蹄甲（学名：Bauhinia hirsuta）为豆科羊蹄甲属的植物。分布于东南亚以及中国大陆的云南等地，目前尚未由人工引种栽培。